# Herrschaftsgericht Rothenfels
Das Herrschaftsgericht Rothenfels war ein Herrschaftsgericht 1. Klasse der Familie Löwenstein-Wertheim-Rosenberg. Es bestand von 1814 bis 1848. Es befand sich im Untermainkreis des Königreichs Bayern.

## Geschichte
Am 1. Oktober 1814 wurde das Herrschaftsgericht genehmigt. Es entsprach vom Umfang der bisherigen Distrikmairie Rothenfels und diese dem rechtsmainischen Teil des früheren Amtes Rothenfels. Dies waren 8 Orte mit 797 Familien und 3544 Einwohnern. Eine bedeutende Erweiterung erfuhr das Herrschaftsgericht Rothenfels 1819. Im Rahmen eines Gebietstausches kam das ehemalige Löwenstein-Wertheimsche Amt Steinfeld mit etwa 5000 Einwohnern von Baden an Bayern und wurde dem Herrschaftsgericht Rothenfels zugeordnet. Am 1. Oktober 1848 wurde das Herrschaftsgericht aufgelöst und durch die königliche Gerichts- und Polizeibehörde Rothenfels ersetzt.